# Duché d'Œls
Pour les articles homonymes, voir Œls.
1313–1884
Entités précédentes :
- Duché de Głogów

Entités suivantes :
- Royaume de Prusse
( province de Silésie)

Le duché d’Oleśnica (en polonais : Księstwo Oleśnickie) ou duché d’Œls (en allemand : Herzogtum Oels ; en  
tchèque : Olešnické knížectví) fut un duché vassal silésien dont la capitale était Oleśnica (Œls), ville de Basse-Silésie.
Le duché se partage l'histoire de la Silésie en général. Il s'étend sur les domaines dans le nord du duché de Silésie médiéval, établi lors de la partition féodale du royaume de Pologne sous la maison Piast après la mort de Boleslas III Bouche-Torse en 1138. Régi par les ducs d’Œls à partir de 1313, le duché devient un fief des rois de Bohême en 1329 ; lorsque, en 1492, la ligne des Piast s'éteignit, leurs territoires par le droit de déshérence reviennent à la couronne de Bohême. Ensuite, Œls passa à Henri Ier de Poděbrady, duc silésien de Münsterberg, et ses descendants régnant jusqu'en 1647. Deux ans plus tard, le fief, par mariage, va appartenir à la maison de Wurtemberg puis, en 1792 aux Welf de la maison de Brunswick.
Après que l'essentiel de la Silésie ait été conquis par le roi Frédéric II de Prusse, Œls est annexé au royaume de Prusse en 1742. Le titre ducal est porté par la maison de Hohenzollern depuis 1884.

## Histoire
Appartenant originellement au duché basse-silésien de Wrocław, possession des Piast, l’espace autour d’Œls est devenu une partie intégrante du duché de Głogów (Glogau) en 1251, à la suite d’un conflit armé entre le duc Boleslas II le Chauve et son frère cadet Conrad II. À la mort de Conrad en 1273 ou 1274, son duché a été réparti entre ses fils et le premier-né Henri III en assumait la plus grande partie autour la résidence de Głogów.

### Duché Piast

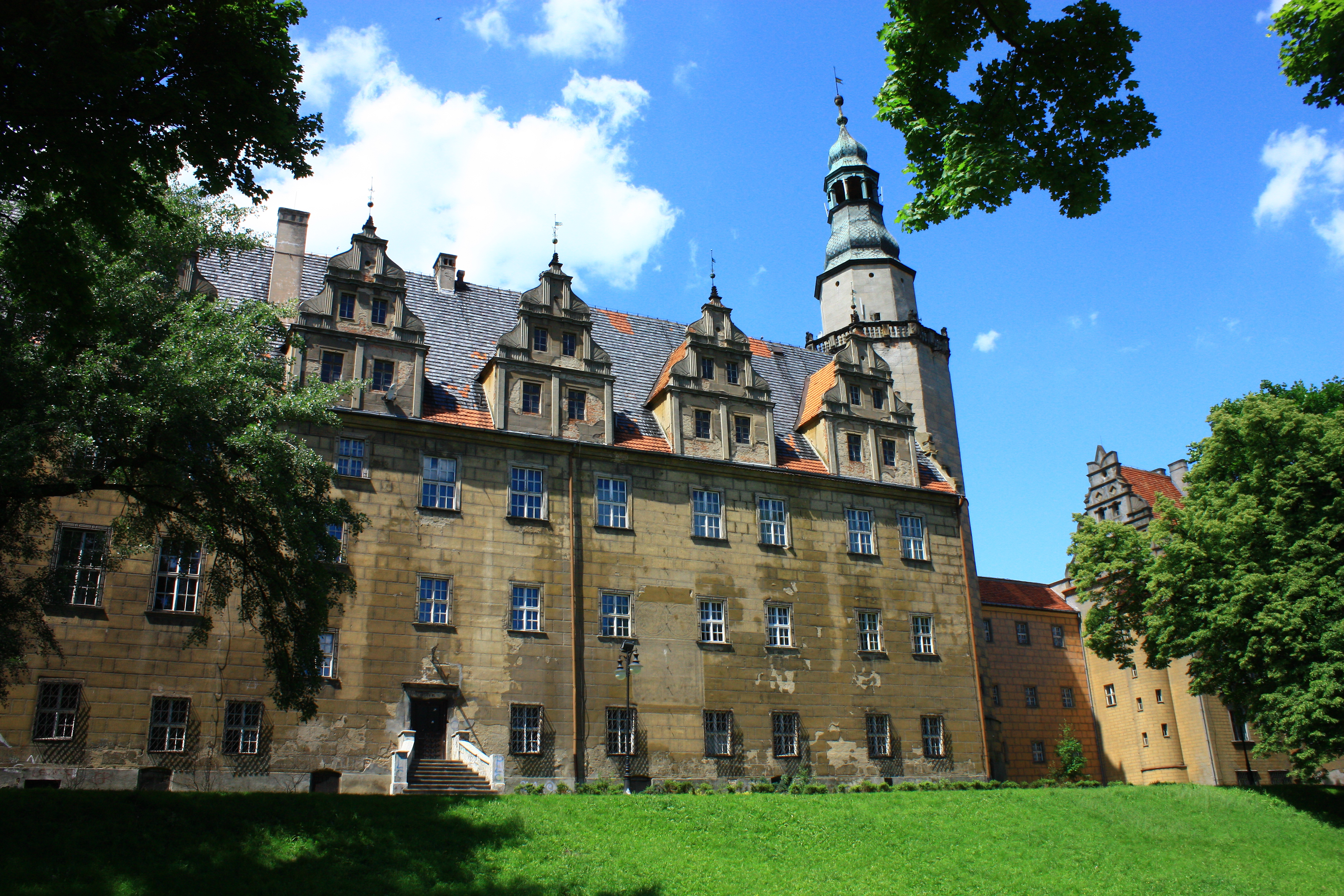
Le château d’Œls.

À la mort d’Henri III, en 1309, le territoire d'Œls gagne une autonomie significative, bien que ses cinq fils ont d'abord administré conjointement le pays héréditaire sous la tutelle de leur mère Mathilde de Brunswick. Néanmoins, il y a eu en 1312 / 1313 une nouvelle partition du duché de Głogów : Boleslas reçoit le nouveau duché d'Œls, et son frère le reprend à sa mort, en 1321, sous le nom de Conrad Ier.
Le duc Conrad, a demandé la protection de la couronne de Bohême en 1329, afin de faire taire les prétentions de son cousin Ladislas Ier de Pologne sur le duché. Ainsi, Conrad Ier se voit jurer allégeance au roi Jean l’Aveugle de Bohême, la même année. Alors que la branche locale de la dynastie, les Piast silésiens, est éteinte, la mort du duc Conrad X le Blanc en 1492 laisse le duché sans souverain.

### Dans le royaume de Bohême
Henri Ier l'Ainé de Poděbrady, fils de l’ancien roi Georges de Bohême revendique, en tant que fils du suzerain du précédent duc, la cession du fief pour lui et ses descendants à la mort de Conrad X. Ainsi, le duché est concédé en 1495 à Henri par le successeur du roi Georges, Vladislas IV de Bohême.
À la suite de l’extinction de la maison de Podiebrad en 1647, l’empereur Ferdinand III de Habsbourg inféode le duc Silve Ier Nimrod de Wurtemberg à la tête du duché d’Œls alors qu’il avait épousé la fille du dernier duc, Élisabeth-Marie de Podiebrad-Œls (1625-1686). Toujours sous la vassalité de la monarchie bohémienne, le duché est en 1742 annexé par le royaume de Prusse, à la suite des guerres silésiennes, même si la dynastie wurtembergeoise y est toujours souveraine.

### Dans le royaume de Prusse
Après avoir épousé la fille unique du duc Charles-Christian (1716-1792), la princesse Frédérique-Sophie de Wurtemberg-Œls, Frédéric-Auguste de Brunswick-Wolfenbüttel-Œlsl (fils du duc Charles Ier de Brunswick-Wolfenbüttel) hérite du trône en 1792, à la mort du dernier souverain de la maison de Wurtemberg. À partir de 1815, le duché est réputé comme étant en union personnelle avec le duché de Brunswick ; il le reste jusqu’à la mort de Guillaume Ier, dernier duc d’Œls.

### Sources
- (en) Cet article est partiellement ou en totalité issu de l’article de Wikipédia en anglais intitulé « Duchy of Oels » (voir la liste des auteurs).

- (it) Cet article est partiellement ou en totalité issu de l’article de Wikipédia en italien intitulé « Ducato di Oels » (voir la liste des auteurs).